# Rifiuti tossici

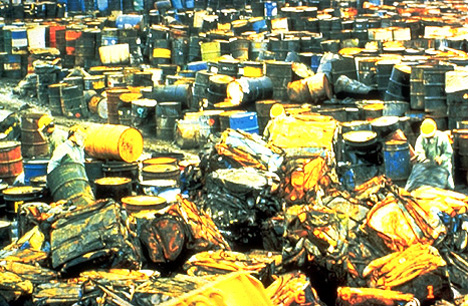
Deposito di rifiuti tossici nel Kentucky, 1980

I rifiuti tossici sono materiali di scarto che possono causare la morte, lesioni o difetti di nascita in creature viventi. Il pericolo di questi materiali aumenta in base alla loro facilità di dispersione e contaminazione, costituendo a lungo termine un rischio per lo stesso ambiente causando fenomeni di inquinamento idrico o del suolo o atmosferico come piogge acide, nevi chimiche, ecc.
Si tratta in genere di prodotti di provenienza industriale e commerciale, ma anche di uso domestico (prodotti delle pulizie, batterie, cosmetici, prodotti di giardinaggio), agricoltura (fertilizzanti chimici, pesticidi), militari (armi nucleari e chimiche), servizi medici (prodotti farmaceutici), fonti radioattive, industria leggera (impianti di lavaggio a secco). Possono presentarsi in forma liquida, solida o gassosa e contenere agenti chimici, metalli pesanti, radioisotopi e altre tossine. Si diffondono facilmente e possono contaminare laghi, fiumi, falde acquifere.
Esempi tipici di materiali di scarto industriali sono amianto, cloro, diossina, policlorobifenili (PCB), sostanze radioattive o metalli pesanti come piombo, cadmio, arsenico, mercurio e altri.

## Storia
Come per l'inquinamento, il problema dei rifiuti tossici cominciò a presentarsi significativamente durante la rivoluzione industriale.

### In Italia - Le ecomafie e le terre dei fuochi
Diverse organizzazioni e gruppi ambientalisti hanno posto all'attenzione mediatica la gestione inadeguata o fraudolenta dei rifiuti tossici, rivelando le frequenti collusioni della mafia e della camorra con le grandi e piccole imprese industriali (per cui il fenomeno è stato ribattezzato ecomafia). Un esempio tipico è la cosiddetta Terra dei fuochi (in Campania). Altro caso tristemente noto furono i fanghi tossici di Porto Marghera (in Veneto) che furono riversati anche a Castelvolturno.
Una nuova Terra dei Fuochi è stata individuata nella Pianura Padana e in particolare nel Bresciano.
Nel maggio 2021, l'operazione dei Carabinieri Forestali di Brescia, coordinati dal sostituto procuratore Mauro Leo Tenaglia, ha fatto luce su un business legato allo smaltimento di fanghi tossici, spacciati per fertilizzanti, su circa 3.000 ettari di terreni agricoli tra Lombardia, Veneto, Emilia-Romagna e Piemonte. Il fulcro delle attività illecite era una società bresciana operante nel settore del recupero di rifiuti, la WTE, con tre stabilimenti a Calcinato, Calvisano e Quinzano d'Oglio, interessati dal provvedimento emesso dal gip Elena Stefana.

## Lenavi dei veleni
Le navi dei veleni sono navi che vengono usate illecitamente come mezzo per smaltire in mare rifiuti tossici e sostanze pericolose prodotte dall'uomo come diossine, mercurio e metalli pesanti. In queste navi vengono trasportati scarti radioattivi che sono dei rifiuti tossici particolarmente pericolosi per la salute dell'uomo e degli altri esseri viventi. I pesci entrando a contatto con queste sostanze fanno finire nella catena alimentare sostanze molto pericolose.
Con questo sistema illegale da molti anni rifiuti altamente nocivi per l'ambiente e la salute umana vengono sversati nei mari di tutto il mondo, invece di essere smaltiti secondo le leggi nazionali e internazionali, garantendo la tutela dell'ambiente e della salute.